# Giulia Conti
Giulia Conti (Roma, 17 de agosto de 1987) es una deportista italiana que compite en vela en las clases 470 y 49er FX.
Ganó dos medallas en el Campeonato Mundial de 470, plata en 2008 y bronce en 2010, y tres medallas en el Campeonato Europeo de 470 entre los años 2007 y 2010. También obtuvo dos medallas en el Campeonato Mundial de 49er, oro en 2015 y bronce en 2014, y dos medallas en el Campeonato Europeo de 49er, oro en 2015 y plata en 2016.
Participó en cuatro Juegos Olímpicos de Verano, entre los años 2004 y 2016, ocupando el quinto lugar en Pekín 2008 (470), el quinto en Londres 2012 (470) y el quinto en Río de Janeiro 2016 (49er FX).

## Palmarés internacional
| Campeonato Mundial | Campeonato Mundial     | Campeonato Mundial | Campeonato Mundial |
| Año                | Lugar                  | Medalla            | Clase              |
| ------------------ | ---------------------- | ------------------ | ------------------ |
| 2008               | Melbourne (Australia)  | Medalla de plata   | 470                |
| 2010               | La Haya (Países Bajos) | Medalla de bronce  | 470                |
| Campeonato Europeo |                        |                    |                    |
| Año                | Lugar                  | Medalla            | Clase              |
| 2007               | Salónica (Grecia)      | Medalla de plata   | 470                |
| 2009               | Traunsee (Austria)     | Medalla de oro     | 470                |
| 2010               | Estambul (Turquía)     | Medalla de plata   | 470                |

| Campeonato Mundial | Campeonato Mundial       | Campeonato Mundial | Campeonato Mundial |
| Año                | Lugar                    | Medalla            | Clase              |
| ------------------ | ------------------------ | ------------------ | ------------------ |
| 2014               | Santander (España)       | Medalla de bronce  | 49er FX            |
| 2015               | Buenos Aires (Argentina) | Medalla de oro     | 49er FX            |
| Campeonato Europeo |                          |                    |                    |
| Año                | Lugar                    | Medalla            | Clase              |
| 2015               | Oporto (Portugal)        | Medalla de oro     | 49er FX            |
| 2016               | Barcelona (España)       | Medalla de plata   | 49er FX            |